# Steven van Zadelhoff
Steven van Zadelhoff (Deil, 1 maart 1979) is een Nederlandse professionele pokerspeler. Hij won tot en met mei 2020 meer dan $2.400.000,- aan prijzengeld in live-toernooien. In november 2009 schreef Van Zadelhoff de finale van de Spanish Poker Tour op zijn naam, hetgeen hem $148.588,- opleverde. In november 2010 wist werd hij op hetzelfde evenement vierde, goed voor $35.977,-. In  2017 won Van Zadelhoff Stevens het Wereldkampioenschap Online Poker (WCOOP). Als winnaar verdiende hij hiermee 1,6 miljoen dollar.
Van Zadelhoff werd begin 2010 geconfronteerd met perikelen met de Nederlandse belastingdienst en verhuisde daarop naar Malta.
In 2017 werd Van Zadelhoff opgenomen in de Nederlandse Poker Hall of Fame samen met Rolf Slotboom.